# كندة حنا
كندة حنا (16 ديسمبر 1984 -)، ممثلة سورية، ولدت في بلدة كفربهم التابعة لمدينة حماة في سوريا.

## حياتها
التحقت بالمعهد العالي للفنون المسرحية في دمشق وتخرجت عام 2006. أول ظهور لها على الشاشة كان في عام 2004 في فيلم (باب الشمس). توالت بعدها أعمالها الفنية فشاركت في عام 2005 في المسلسل الاجتماعي «رجال ونساء» إلى جانب العديد من نجوم الدراما السورية منهم خالد تاجا و باسل الخياط و نادين خوري وعبد الهادي الصباغ و لورا أبو أسعد وغيرهم. وفي عام 2006، ظهرت في عدة حلقات من الجزء الأول من المسلسل «أهل الغرام» وشاركت في المسلسل التاريخي «أبناء الرشيد الأمين والمأمون» وفي المسلسل الاجتماعي «ندى الأيام».
في عام 2007، شاركت في ثلاثة مسلسلات وهم «عنترة» الذي يتناول السيرة الذاتية للشاعر عنترة بن شداد، وفي مسلسل «ممرات ضيقة» ومسلسل «رسائل الحب والحرب». وفي عام 2008 شاركت في مجموعةٍ كبيرةٍ من الأعمال السينمائية والدرامية وهي المسلسل «الحصرم الشامي»، ومسلسل «يوم ممطر آخر» والمسلسل الدرامي السياسي «رياح الخماسين»، ومسلسل «حارة ع الهوا» والمسلسل الاجتماعي «رصيف الذاكرة»، ومسلسل «عندما تتمرد الأخلاق» ومسلسل «أصعب قرار»، وآخرها مشاركتها في المسلسل البوليسي و«جه العدالة». بالإضافة إلى مشاركتها في كلٍّ من الفيلمين «دمشق يا بسمة الحزن» و«رحمة للعالمين» وغيرها من العديد من الأعمال في السنوات اللاحقة والتي كان آخرها مسلسل «الكندوش»، وفيلم «الإفطار الأخير» عام 2021.

## حياتها الخاصة
في عام 2013 تزوجت من المخرج ناجي طعمي، وأنجبت ابنهما «فارس»، ثم أنجبت التوأم كاتاليا وكرستين.

## أعمالها

### المسلسلات
- يوم ممطر آخر.
- عندما تتمرد الأخلاق.
- على رصيف الذاكرة.
- هيك تجوزنا.
- عنترة بن شداد.
- أهل الغرام.
- يوم ممطر آخر.
- رجال ونساء.
- حارة ع الهوا.
- ممرات ضيقة.
- الحصرم الشامي -الجزء الثاني.
- صبايا - 4 مواسم.
- موعود.
- رجال الحسم.
- زمن العار.
- قلوب صغيرة.
- قاع المدينة.
- بنات العيلة.
- الولادة من الخاصرة - في الجزء الأول والجزء الثاني.
- طاحون الشر - الجزء الثاني
- الغربال.
- رياح الخماسين
- صرخة روح - الجزئين
- على قيد الحياة
- أسعد الوراق
- خواتم
- كشف الأقنعة
- باب الحارة اجزاء 9.8.7
- خاتون .
- مذنبون ابرياء
- لست جارية
- الرابوص
- خاتون 2
- ممالك النار
- هارون الرشيد (مسلسل 2018)
- الكندوش2021
- ليلة السقوط
- ظل

### الأفلام
- حسيبة
- دمشق يا بسمة الحزن
- 33 يوم.
- دمشق - حلب
- الإعتراف
- أنت جريح
- الإفطار الأخير
- رحمة للعالمين

## الانتقادات
واجهت كندة حنا انتقادات شديدة بسبب بعض المشاهد وبعض المنشورات «الخادشة للحياء»، ولا سيما المشهد الحميم في فيلم «الإفطار الأخير» مع الفنان عبد المنعم عمايري، وبعض إطلالاتها التي اعتبرها النقاد جريئة ومخالفة للمعايير الاجتماعية والأخلاقية. وقد وجهت انتقادات لها في مواقع التواصل الاجتماعي باعتبارها محاولة لجذب الانتباه أو تغيير الصورة الفنية التقليدية.
في مقابلة مع برنامج «عندي سؤال» على قناة «المشهد»، عبّرت الممثلة السورية كندة حنا عن شعورها بالخوف والقلق بعد سقوط نظام بشار الأسد، وقالت أن هذا الحدث دفعها إلى مغادرة سوريا متجهة إلى أربيل، خوفاً من المجهول ورغبةً في تأمين مستقبل أفضل لأبنائه، وأكدت نيتها العودة إلى سوريا عند تحسن الأوضاع. أثارت تصريحاتها جدلاً واسعاً على مواقع التواصل الاجتماعي، حيث انتقدها البعض لصمتها السابق تجاه الفظائع والانتهاكات التي ارتكبها النظام السوري السابق.

## وصلات خارجية
- كندة حنا على موقع IMDb (الإنجليزية)
- كندة حنا على موقع قاعدة بيانات الأفلام العربية
- كندة حنا على موقع قاعدة بيانات الفيلم (الإنجليزية)
- كندة حنا على موقع ليتربوكسد (الإنجليزية)
- كندة حنا على موقع كينوبويسك (الروسية)